# Medicine Park
Medicine Park is een plaats (town) in de Amerikaanse staat Oklahoma, en valt bestuurlijk gezien onder Comanche County.

## Demografie
Bij de volkstelling in 2000 werd het aantal inwoners vastgesteld op 373.
In 2006 is het aantal inwoners door het United States Census Bureau geschat op 366, een daling van 7 (-1.9%).

## Geografie
Volgens het United States Census Bureau beslaat de plaats een oppervlakte van
4,4 km², waarvan 4,3 km² land en 0,1 km² water.

## Plaatsen in de nabije omgeving
De onderstaande figuur toont nabijgelegen plaatsen in een straal van 24 km rond Medicine Park.